# Raz-El-Ma
Raz-El-Ma is een gemeente (commune) in de regio Timboektoe in Mali. De gemeente telt 4400 inwoners (2009).